# Anton Svensson
Anton Svensson ist das Pseudonym eines schwedischen Autorenduos, das aus dem Schriftsteller Anders Roslund und dem Drehbuchautor Stefan Thunberg besteht. Ihre Kriminalromane um mehrere Brüder, die gemeinsam eine Serie von Bankrauben verüben, basieren auf Thunbergs eigener Familiengeschichte.

## Autoren
Anders Roslund ist ein schwedischer investigativer Journalist und Schriftsteller. Vor der Zusammenarbeit mit Thunberg schrieb er gemeinsam mit dem schwedischen Ex-Straftäter und Resozialisierungs-Aktivisten Börge Hellström eine Reihe von Kriminalromanen, die mehrfach ausgezeichnet wurden und eine Gesamtauflage von über 5 Millionen erreichten.
Stefan Thunberg schreibt Drehbücher für verschiedene skandinavische Film- und Fernsehproduktionen, darunter die Serie Mankells Wallander, die Verfilmungen der Van-Veeteren-Romane von Håkan Nesser sowie die Filme Die Nacht der Jäger und Agent Hamilton. Sein Vater und seine drei Brüder erlangten Bekanntheit durch eine Serie von Banküberfällen in Schweden, die ihnen die Bezeichnung Militärligan (dt. Militärliga) einbrachte. Thunberg hatte zwar Kenntnis von den kriminellen Aktivitäten seiner Familie, ihm gelang es aber als einzigem der Brüder, sich dem Einfluss des dominierenden Vaters und der Beteiligung an den Verbrechen zu entziehen.

## Werke

### Made in Sweden / Der Vater
Der erste Roman von Roslund und Thunberg erschien 2014 unter dem Titel Björndansen. Im Folgejahr brachte der Goldmann Verlag die deutsche Übersetzung unter dem Titel Made in Sweden heraus. Mit der Taschenbuchausgabe wurde der Titel auf Der Vater geändert und die Realnamen der Autoren durch das Pseudonym Anton Svensson ersetzt, das das Duo auch in anderen Ländern verwendet.
Im Mittelpunkt des Romans stehen die drei Brüder Leo, Felix und Vincent Duvnjac sowie ihr Jugendfreund Jasper die gemeinsam ein Waffenlager des schwedischen Militärs ausräumen und mit den erbeuteten Waffen in einer zuvor in Schweden unbekannten Brutalität eine Serie von Banküberfällen verüben. In Rückblenden in ihre Kindheit offenbart sich der gewalttätige Vater Ivan als prägender Einfluss für die Verbrecherkarriere seiner Söhne und ihren unbedingten Zusammenhalt. Gegenspieler der Bankräuber wird der Kriminalpolizist John Broncks, der seinerseits eine Familiengeschichte von Gewalt und Verbrechen hat.
Im Nachwort des Romans versichert Stefan Thunberg, das die Geschehnisse um die Familie Duvnjac weitgehend seiner eigenen Biografie entnommen sind. Die Niederschrift des Romans habe ihm bei deren Bewältigung mehr geholfen als eine Psychotherapie. Für Katharina Granzin ist das Besondere des Romans die „empathische Innensicht aller an einem Kriminaldrama beteiligten Seiten“, die einen „Kontrapunkt zum äußerlich genrekonformen Handlungsaufbau“ bilde. Die Botschaft sei, dass jeder Mensch dazu gebracht werden könne, schwere Straftaten zulasten Anderer zu begehen, wenn er in der Jugend entsprechend beeinflusst worden sei.

### Der Andere
Der zweite Roman des Autorenduos erschien 2017 sowohl in Schweden (En Bror Att Dö För) als auch in Deutschland (Der Andere). Er setzt sechs Jahre nach den Geschehnissen des ersten Romans mit der Entlassung Leos aus dem Gefängnis ein, nach der er wiederum mit seinen Brüdern und seinem Vater zusammentrifft. Noch in der Haft hat er mit einem Mitgefangenen eine neue Serie von Bankrauben geplant. Abermals kommt es zur Auseinandersetzung mit dem persönlich involvierten Kommissar John Broncks.
Laut Meike Feßmann finden die Autoren „starke Bilder für die Wirkungen brutaler Gewalt“, die in zwei ähnlichen Familienkonstellationen vorgeführt werden. Im Zweikampf zwischen Bankräuber und Polizist gehe es nicht zuletzt „um die Wiedergewinnung von Kontrolle nach einer Gewalterfahrung und um die perfekte Kontrolle als Verlockung und Wahnsystem.“

## Veröffentlichungen
- Björndansen, Piratförlaget, 2014
  - Made in Sweden. Aus dem Schwedischen von Lotta Rüegger und Holger Wolandt. Goldmann, München 2015, ISBN 978-3-442-31403-4.
  - Der Vater. Aus dem Schwedischen von Lotta Rüegger und Holger Wolandt. Goldmann, München 2017, ISBN 978-3-442-48601-4.
- En Bror Att Dö För, Piratförlaget, 2017
  - Der Andere. Aus dem Schwedischen von Lotta Rüegger und Holger Wolandt. Goldmann, München 2017, ISBN 978-3-442-31452-2.